# Tislelizumab
Tislelizumab (Handelsname Tevimbra; Hersteller BeiGene) ist ein Arzneistoff aus der Gruppe der monoklonalen Antikörper zur Behandlung erwachsener Patienten mit bestimmten Formen von Speiseröhrenkrebs (Plattenepithelkarzinom des Ösophagus, OSCC), Lungenkrebs (nicht-kleinzelliges Lungenkarzinom, NSCLC und kleinzelliges Lungenkarzinom, SCLC), Magenkrebs oder Tumoren des gastroösophagealen Übergangs (Adenokarzinom des Magens oder gastroösophagealen Übergangs, GC/GEJC) und Nasopharynxkarzinom (NPC). Tislelizumab zählt als PD-1-Inhibitor zu den Immuncheckpoint-Inhibitoren.
Der Wirkstoff ist ein im Fc-Teil modifizierter humanisierter monoklonaler IgG4-Antikörper und wurde mit dem Ziel entwickelt, die Bindung an Fcγ-Rezeptoren auf Makrophagen zu minimieren und die funktionelle Aktivität von T-Zellen zu steigern, was in zellbasierten in-vitro-Tests nachgewiesen werden konnte.

## Indikationen
Tislelizumab ist durch die Europäische Kommission zur Behandlung erwachsener Patienten in mehreren Anwendungsgebieten zugelassen:
- Plattenepithelkarzinom des Ösophagus (OSCC), seit September 2023
  - in Kombination mit platinbasierter Chemotherapie zur Erstlinienbehandlung des nicht resezierbaren, lokal fortgeschrittenen oder metastasierten OSCC bei erwachsenen Patienten, deren Tumore eine PD-L1-Expression mit einem TAP-Score von ≥ 5 % aufweisen.
  - als Monotherapie zur Behandlung des nicht resezierbaren, lokal fortgeschrittenen oder metastasierten OSCC nach vorheriger platinbasierter Chemotherapie.

- Nicht-kleinzelliges Lungenkarzinom (NSCLC), seit Juli 2024
  - zur Erstlinienbehandlung als Kombinationstherapie
    - mit Pemetrexed und platinhaltiger Chemotherapie bei nicht-plattenepithelialem NSCLC mit programmed cell death ligand 1 (PD-L1)-Expression auf ≥ 50 % der Tumorzellen ohne Epidermal Growth Factor Receptor (EGFR)- oder anaplastische Lymphomkinase (ALK)-positive Mutationen bei Patienten, die ein lokal fortgeschrittenes NSCLC haben und nicht für eine chirurgische Resektion oder eine platinbasierte Radiochemotherapie in Frage kommen oder ein metastasiertes NSCLC haben.
    - mit Carboplatin und entweder Paclitaxel oder nab-Paclitaxel bei plattenepithelialem NSCLC bei Patienten, die ein lokal fortgeschrittenes NSCLC haben und nicht für eine chirurgische Resektion oder eine platinbasierte Radiochemotherapie in Frage kommen oder ein metastasiertes NSCLC haben.

  - als Monotherapie zur Behandlung des lokal fortgeschrittenen oder metastasierten NSCLC nach vorheriger platinbasierter Therapie. Patienten mit EGFR-mutiertem oder ALK-positivem NSCLC sollen vor der Behandlung mit Tislelizumab ebenfalls zielgerichtete Therapien erhalten haben.

- Adenokarzinom des Magens oder des gastroösophagealen Übergangs (GC/GEJC), seit November 2024
  - in Kombination mit platin- und fluoropyrimidinbasierter Chemotherapie zur Erstlinienbehandlung des lokal fortgeschrittenen, nicht resezierbaren oder metastasierten HER-2-negativen Adenokarzinom des Magens oder des gastroösophagealen Übergangs (G/GEJ) bei erwachsenen Patienten, deren Tumore eine PD-L1-Expression mit einem TAP-Score (Tumour Area Positivity) von ≥ 5 % aufweisen.
- Kleinzelliges Lungenkarzinom (SCLC), seit Mai 2025
  - in Kombination mit Etoposid und Platin-Chemotherapie zur Erstlinienbehandlung des SCLC im fortgeschrittenen Stadium bei Erwachsenen.
- Nasopharynxkarzinom (NPC), seit Juli 2025
  - in Kombination mit Gemcitabin und Cisplatin Erstlinienbehandlung erwachsener Patienten mit rezidivierendem, für eine kurative Operation oder Strahlentherapie nicht infrage kommendem oder metastasiertem NPC.

Tislelizumab hatte in Europa für die Behandlungen des Speiseröhrenkarzinoms, des Leberzellkarzinoms und des Nasopharynxkarzinoms bis 2023 bzw. 2024 einen Status als „Arzneimittel zur Behandlung seltener Erkrankungen“.
Die chinesische Zulassungsbehörde National Medical Products Administration (NMPA) hat Tislelizumab für insgesamt elf Indikationen zugelassen, u. a. bei Leberkrebs bei bereits behandeltem hepatozellulärem Karzinom, für die Behandlung von Patienten mit klassischem Hodgkin-Lymphom (cHL), die mindestens zwei vorherige Therapien erhalten haben, für die Behandlung von Patienten mit lokal fortgeschrittenem oder metastasiertem Urothelkarzinom (UC) mit hoher PD-L1-Expression, deren Krankheit während oder nach einer platinhaltigen Chemotherapie oder innerhalb von 12 Monaten nach einer neoadjuvanten oder adjuvanten Behandlung mit einer platinhaltigen Chemotherapie fortschreitet, und für die Behandlung von Patienten mit hepatozellulärem Karzinom (HCC), die mindestens eine systemische Therapie erhalten haben. In der EU ist Tislelizumab für die Behandlung des cHL, UC und HCC nicht zugelassen.

## Anwendung
Tislelizumab wird in der Mono- und Kombinationstherapie als intravenöse Infusion verabreicht.
Werden bei Kombinationstherapie Tislelizumab und die Chemotherapie am selben Tag verabreicht, muss Tislelizumab vor der Chemotherapie verabreicht werden. Zudem sollten Empfehlungen zur Anwendung von Kortikosteroiden als Prämedikation zur Vorbeugung chemotherapiebedingter Nebenwirkungen in der Fachinformation des jeweiligen Chemotherapeutikums beachtet werden.

## Wirkmechanismus
Programmed Cell Death Protein 1 (PD-1) ist ein immunsuppresiver Rezeptor und wird vor allem von T-Zellen exprimiert. PD-1 bindet an dessen Liganden Programmed Cell Death Ligand 1 (PD-L1). PD-L1 wird auf antigenpräsentierenden Zellen und Tumorzellen exprimiert. Die Bindung von PD-1 an PD-L1 führt zur Deaktivierung von T-Zellen und schützt damit Tumorzellen vor einer Zerstörung durch das körpereigene Immunsystem.
Tislelizumab ist ein Immun-Checkpoint-Inhibitor und bindet spezifisch PD-1. PD-1 wird vor allem von aktivierten T-Zellen exprimiert. Eine erhöhte PD-1 Expression im Tumormikromilieu wurden in vielen Karzinomen dokumentiert.
Durch Tislelizumab wird die Interaktion zwischen PD-1 und dessen Liganden PD-L1 blockiert und damit die Proliferation und Aktivität von T-Zellen gegenüber Tumorzellen (antitumorale Antwort) aktiviert.
Die mittlere terminale Halbwertszeit beträgt etwa 23,8 Tage.

## Unerwünschte Wirkungen
Die Sicherheit von Tislelizumab als Monotherapie basiert auf gepoolten Daten von Patienten, die 200 mg Tislelizumab alle 3 Wochen erhalten haben. Die häufigsten unerwünschten Wirkungen waren Anämie (27,7 %), Ermüdung/Fatigue (24,6 %), ein Anstieg der Aspartat-Aminotransferase (24,7 %) und ein Anstieg der Alanin-Aminotransferase (22,0 %).
Die häufigsten Grad-3/4-Nebenwirkungen waren Anämie (4,8 %), erhöhte Aspartat-Aminotransferase (3,7 %), Pneumonie (3,6 %), Hyponatriämie (2,9 %), erhöhtes Bilirubin im Blut (2,8 %), Hypertonie (2,4 %) und Ermüdung/Fatigue (2,1 %). Bei 1,0 % der Patienten traten Nebenwirkungen auf, die zum Tod führten.
Die Sicherheit von Tislelizumab in Kombination mit einer Chemotherapie basiert auf Daten von Patienten mit mehreren Tumorarten.
Die häufigsten Nebenwirkungen waren Neutropenie (71,6 %), Anämie (67,2 %), Thrombozytopenie (48,7 %), Übelkeit (43,3 %), Ermüdung/Fatigue (40,8 %), verminderter Appetit (40,1 %), erhöhte Aspartat-Aminotransferase (30,3 %) erhöhte Alanin-Aminotransferase (30,6 %), Diarrhö (20,3 %) und Ausschlag (21,4 %).
Die häufigsten Grad-3/4-Nebenwirkungen waren Neutropenie (45,2 %), Anämie (14,5 %), Thrombozytopenie (14,1 %), Hyponatriämie (4,6 %), Hypokaliämie (4,5 %), Ermüdung/Fatigue (4,2 %), Pneumonie (4,0 %), Lymphopenie (3,1 %), Ausschlag (2,9 %), verminderter Appetit (2,6 %), erhöhte Aspartat-Aminotransferase (2,2 %), erhöhte Alanin-Aminotransferase (2,1 %). Bei 1,3 % der Patienten traten Nebenwirkungen auf, die zum Tod führten.